# Condado de Lubbock
O Condado de Lubbock é um dos 254 condados do estado norte-americano do Texas. A sede do condado é Lubbock, e sua maior cidade é Lubbock.
O condado possui uma área de 2 333 quilômetros quadrados (dos quais 3 quilômetros quadrados estão cobertos por água), uma população de 242 628 habitantes, e uma densidade populacional de 104 hab/km² (segundo o censo nacional de 2000).
O condado foi criado em 1876. É um dos 46 condados do Texas que proíbem a venda de bebidas alcoólicas.

## Cidades
- Abernathy